# Jurij Bielajew
Jurij Iwanowicz Bielajew, ros. Юрий Иванович Беляев (ur. 2 kwietnia 1934 w Moskwie, zm. 14 grudnia 2019) – rosyjski piłkarz, grający na pozycji napastnika, reprezentant Związku Radzieckiego, olimpijczyk z Melbourne, trener piłkarski.

## Kariera piłkarska

### Kariera klubowa
Wychowanek CDSA Moskwa, w którym w 1951 rozpoczął karierę piłkarską. W 1952 po rozformowaniu CDSA został piłkarzem klubu Awangard Kołomna. Po reaktywacji klubu w 1955 powrócił do CDSA, który potem zmienił nazwę na CSK MO Moskwa. W wojskowym klubie występował do zakończenia kariery piłkarskiej w 1960.

### Kariera reprezentacyjna
W 1956 został powołany do olimpijskiej reprezentacji Związku Radzieckiego, w składzie której zdobył złoty medal podczas XVI Letnich Igrzysk Olimpijskich w Melbourne w 1956.

## Kariera trenerska
Po zakończeniu kariery piłkarskiej rozpoczął pracę szkoleniową. Od 1966 do 1967 pomagał trenować CSKA Moskwa. W latach 1974–1980 prowadził reprezentację Sił Zbrojnych ZSRR. W 1982 pracował na stanowisku dyrektora CSKA Moskwa. W 1989 pracował na stanowisku wicedyrektora szkoły piłkarskiej CSKA w Moskwie.

## Sukcesy i odznaczenia

### Sukcesy klubowe
- brązowy medalista mistrzostw ZSRR: 1955, 1956, 1958
- zdobywca Pucharu ZSRR: 1955

### Sukcesy reprezentacyjne
- złoty medalista Igrzysk Olimpijskich: 1956

### Sukcesy indywidualne
- wybrany do listy 33 najlepszych piłkarzy ZSRR: nr 2 (1956)

### Odznaczenia
- tytuł Mistrza Sportu ZSRR:
- tytuł Zasłużonego Mistrza Sportu ZSRR: 1991